# Dara Torres
Dara Torres (Jupiter, Florida, 15. travnja 1967.) je američka plivačica.
Nastupala je čak na 5 Olimpijskih igara (1984. – 2008.) i na svima osvajala medalje. S 41 godinom na OI 2008. bila je najstarija plivačica.